# 훠젠완위안역
훠젠완위안역(중국어: 火箭万源站)은 중국 베이징시 펑타이구 둥가오디 가도 104번 국도와 완위안 남로의 교차로에 있는 베이징 지하철 8호선의 역이다. 역은 2018년 12월 30일 8호선 주스커우-잉하이 구간 개통과 함께 운행을 개시하였다.

## 위치
훠젠완위안역은 남4환 외곽, 난다훙먼로(104,105번 국도, 남북방향)와 완위안 남로(동쪽 방향)가 만나는 지점에 남북방향으로 배치돼 있다. 역은 동쪽으로는 万源庄, 서쪽으로는 중국우주발사체기술연구원을, 서남쪽으로는 류잉먼(六营门)이 있다.

## 역명
본 역의 계획 건설 당시 “류잉먼역(六营门站)”이라고 불리었다. 2018년 5월 베이징시 계획과 국토자원관리위원회의 역명 공시에 본 역은 “류잉먼역”, 다른 역은 “훠젠완위안역(火箭万源站)”이라는 2개의 대체역명을 제시했으며, 공시가 끝난 뒤 “훠젠완위안역”을 채택하기로 했다. “훠젠완위안역”이란 명칭은 “훠젠위안(火箭院, 중국우주발사체기술연구원을 가리킴)”과 완위안좡(万源庄)을 합친 것으로 중국 항공우주 산업의 발상지를 의미한다.

## 역 구조
훠젠완위안역은 지하 2층 구조로, 윗층은 대합실, 아래층은 섬식 승강장이다.
우주발사체기술연구원과 인접해 있기 때문에 본 역의 장식물은 별과 하늘을 주제로 한다.

### 층별 구조
| 지면층          | 가도                            | A-C출구                          |
| 지하 1층        | 대합실                          | 고객 센터, 자동매표기, 개집표기  |
| 지하 2층 승강장 | ←                               | ■ 8호선 주스커우 방면 (둥가오디) |
| 지하 2층 승강장 | 섬식 승강장, 왼쪽 출입문이 열림 |                                  |
| 지하 2층 승강장 | →                               | ■ 8호선 잉하이 방면 (우푸탕)     |

### 대합실
대합실 남북 방향으로 천장에는 모자이크 작품인 《빛나는 별들(璀璨星空)》이, 대합실 동쪽에는 벽화《꿈꾸는 창공(逐梦苍穹)》이 설치되어 있다.

### 승강장
훠젠완위안역에는 난다훙먼로 아래에 섬식 승강장이 1개 설치되어 있다.

## 출구
본역에는 3개의 출구가 있다.
|                         |                        |                                                                                                |  |
| 출구                    | 지시                   | 출구 인근                                                                                      |  |
| 出口 · A                | 난다훙먼로(南大红门路) | 난다훙먼로(서측), 六营门小区                                                                   |  |
| 出口 · B                | 난다훙먼로(南大红门路) | 난다훙먼로(동측), 완위안시리, 베이징 항공우주 종합병원(北京航天总医院), 폴리 인터내셔널 시네마 |  |
| 出口 · C                | 난다훙먼로(南大红门路) | 난다훙먼로(동측), 완위안 남로(남측), 메이위안리, 펑타이구 둥가오디 제3초등학교                 |  |
| 아이콘 설명: 엘리베이터 |                        |                                                                                                |  |